# Agorius formicinus
Agorius formicinus är en spindelart som beskrevs av Simon 1903. Agorius formicinus ingår i släktet Agorius och familjen hoppspindlar. Inga underarter finns listade i Catalogue of Life.